# Geisslibach
Der Geisslibach ist ein rund 12 Kilometer langer Zufluss des Rheins in den Schweizer Kantonen Thurgau und Zürich. Er ist ein flaches, mittleres Fliessgewässer des kollinen, karbonatischen Mittellands. Er entwässert ein rund 48 km² grosses Gebiet im Zürcher Weinland und im Thurgauer Bezirk Frauenfeld.

## Geographie

### Verlauf
Der Bach entspringt namenlos und eingedolt auf 478 m ü. M. in einer seichten Mulde in der Flur Tägermoos, einem ehemaligen Feuchtgebiet, an der Anhöhung Tägerbüül (492 m ü. M.). Die Quelle liegt wenig östlich von Oberneunforn und wenig westlich von Wilen. Der Bach fliesst anfangs unterirdisch nach Nordosten vorbei am Lindenhof, ehe er im bewaldeten Fuchsloch als nunmehr Mülibach benannt erstmals an die Oberfläche tritt. Er bildet zugleich ein kleines Tobel, wobei er sich in zwei Drumlins eingegraben hat. Am Ende des Tobels, nach rund 700 Meter langem Bachlauf, überquert er die Grenze zum Kanton Zürich und wird anfangs Felderengraben genannt. Direkt nach der Grenze speist er einen kleinen Weiher, nach dem er am Waldrand eingedolt wird.
Der Bach wird nach Nordnordwest geleitet, vorbei am Felderhof sowie Unterbuch. Direkt vor dem Bahndamm in der Flur Heerenweg fliesst ihm der ebenfalls eingedolte Buewisgraben von links zu. Er passiert Waltalingen im Osten und tritt an der Einmündung des Dorfbachs Waltalingen von links wieder zutage. Er fliesst kanalisiert vorwiegend nach Norden vorbei an Rietmüli, Guntalingen und dem Schloss Girsberg, wobei er von rechts den Chrummbach und von links den Dorfbach Guntalingen aufnimmt. Bei der Furtmühle zwischen den Drumlins Furtmülibuck und Staagbüel überquert er die Grenze zum Kanton Thurgau, wo er nun Geisslibach genannt wird. Kurz vor Schlattingen nimmt er von rechts den Furtbach auf und knickt nach Nordwesten ab. Er durchfliesst Schlattingen und Basadingen, wo linksseitig der Chatzebach einmündet.
Der Geisslibach passiert den Drumlin Eichbühl und erreicht kurz darauf Willisdorf, wo er einen Bogen nach Nordosten vollzieht. Kurz nach der Rottmühle zweigt ihm linksseitig ein Mühlkanal ab, der dem Bach bei der Mittleren Mühle wieder zufliesst. Der Bach durchfliesst Diessenhofen und mündet schliesslich auf 392 m ü. M. direkt bei der Burg Unterhof von links in den Hochrhein. Die Mündung wird auch als Bootshafen genützt.

### Einzugsgebiet
Das 47,65 km² grosse Einzugsgebiet des Geisslibachs liegt im Schweizer Mittelland und wird durch ihn über den Rhein zur Nordsee entwässert.
Es besteht zu 31,8 % aus bestockter Fläche, zu 58,2 % aus Landwirtschaftsfläche, zu 9,2 % aus Siedlungsflächen und zu 0,8 % aus unproduktiven Flächen.
Flächenverteilung
Die mittlere Höhe des Einzugsgebietes beträgt 462,1 m ü. M., die minimale liegt bei 394 m ü. M. und die maximale bei 658 m ü. M.

## Hydrologie
Bei der Mündung des Geisslibachs in den Rhein beträgt seine modellierte mittlere Abflussmenge (MQ) 470 l/s. Sein Abflussregimetyp ist pluvial inférieur, und seine Abflussvariabilität beträgt 25.

## Renaturierung
In den Jahren 2007 bis 2010 wurden am Unterlauf zwischen Willisdorf und der Rheinmündung umfangreiche Renaturierungsmassnahmen umgesetzt. Ziel war es, die Lebensbedingungen für Fische im Geisslibach zu verbessern. Der Geisslibach soll zukünftig wieder als Kinderstube für Jungfische dienen. Ausserdem sollen sich in heissen Sommern, wenn das Rheinwasser über 24 Grad warm wird, die Fische in den kühleren Geisslibach zurückziehen können. Zu diesem Zweck wurden bei Willisdorf eine 2,2 Meter hohe Stromschnelle durch fischgängige Stufen ersetzt und der Bachlauf angepasst. Ausserdem wurde bei der Rheinmündung ein 18 Meter langer Damm aus 350 Tonnen Natursteinen errichtet. Er schützt den Bootshafen und die darin lebenden Fische vor den negativen Auswirkungen des Wellenschlages des Rheins. Zusätzlich verhindert er die rasche Durchmischung des kalten Bachwassers mit dem wärmeren Rheinwasser. Der Geisslibach ist heute im unteren Abschnitt ab Willisdorf wieder recht fischreich, es kommen besonders Forellen und Äschen darin vor.
Im Jahr 2019 wurde mit einem Kostenaufwand von 750 000 Franken in der Gemeinde Basadingen-Schlattingen eine Strecke von 800 Metern renaturiert.